# آدم جوفين
آدم جوفين (11 أكتوبر 1985 في تركيا - ) هو لاعب كرة قدم نرويجي وتركي في مركز الوسط. لعب مع مرسين إيدمانيوردو ونادي أود وHamarkameratene ‏ وRaufoss Fotball ‏ وRaufoss IL ‏ وKongsvinger IL Toppfotball ‏.

## وصلات خارجية
- آدم جوفين على موقع اتحاد النرويج (النرويجية)
- آدم جوفين على موقع اتحاد تركيا (لاعب) (الإنجليزية)
- آدم جوفين على موقع قاعدة بيانات كرة القدم.إي يو (الإنجليزية)
- آدم جوفين على موقع Soccerway.com (الإنجليزية)
- آدم جوفين على موقع عالم كرة القدم.نت (الإنجليزية)